# Kobe Brown
Pour les articles homonymes, voir Kobe (homonymie) et Brown.
Kobe Levose Brown, né le  1er janvier 2000 à Huntsville en Alabama, est un joueur américain de basket-ball évoluant au poste d'ailier fort et mesurant 2,00 m.

## Carrière universitaire
Kobe Brown rejoint les Tigers du Missouri en 2019, où il évolue pendant quatre saisons en NCAA. Dès sa première année, il participe à 30 matchs, dont 26 en tant que titulaire, affichant une moyenne de 5,8 points et 3,7 rebonds par match.
Au fil des saisons, Brown progresse significativement, atteignant lors de sa dernière année universitaire des moyennes de 15,8 points, 6,4 rebonds et 2,5 passes décisives par match. Son adresse au tir connaît une nette amélioration, atteignant 55,3 % de réussite aux tirs et un impressionnant 45,5 % à trois points lors de sa saison senior.
Ses performances lui valent une sélection unanime dans la première équipe All-SEC en 2023 et le titre de SEC Scholar-Athlete of the Year.
En reconnaissance de ses performances athlétiques et académiques, il reçoit en décembre 2023 le prestigieux "NCAA Today's Top 10 Award", devenant ainsi le premier joueur de l'histoire des Tigers du Missouri à obtenir cette distinction depuis sa création en 1973.

## Carrière professionnelle

### Draft NBA et débuts avec les Clippers de Los Angeles (depuis 2023)
Le 22 juin 2023, Kobe Brown est sélectionné en 30e position de la draft 2023 de la NBA par les Clippers de Los Angeles.

### (Saison 2023-2024) Progression modérée et rôle limité
Dès son arrivée chez les Clippers, Brown montre des signes de progression, notamment dans son adresse au tir extérieur et sa polyvalence. Toutefois, son développement en NBA reste modéré en raison d'un temps de jeu limité et de la forte concurrence aux postes extérieurs dans l'effectif des Clippers, qui disposent de nombreux joueurs établis tels que Paul George ou Norman Powell sur ces positions.
Afin d'obtenir plus de responsabilités et de temps de jeu, Brown est régulièrement envoyé en NBA G League avec les Clippers de San Diego, l'équipe affiliée des Clippers en ligue mineure. Cette transition entre la NBA et la G League lui permet de travailler son jeu dans un rôle plus centralisé.
Malgré un rôle limité en NBA, Brown reçoit en décembre 2023 le prestigieux "NCAA Today's Top 10 Award", qui récompense ses réalisations exceptionnelles en tant qu'athlète, étudiant et membre actif de la communauté.
Son adaptation progressive au niveau professionnel et ses performances en G League montrent un potentiel intéressant, bien que son avenir au sein des Clippers dépende de l'évolution de la rotation de l'équipe et des opportunités de jeu qui lui seront offertes.

## Palmarès

### Universitaire
- Membre de la First-team All-SEC (2023)[3].
- SEC Scholar-Athlete of the Year (2023)[4].
- NCAA Today's Top 10 Award (2023)[4].

### Professionnel
- Sélectionné en 30e position de la draft 2023 de la NBA[3].
- Participation à la NBA Summer League avec les Clippers de Los Angeles (2023)[6].

## Statistiques

### Universitaires
| Saison    | Équipe   | Matchs | Titul. | Min./m | % Tir | % 3pts | % LF | Rbds/m. | Pass/m. | Int/m. | Ctr/m. | Pts/m. |
| --------- | -------- | ------ | ------ | ------ | ----- | ------ | ---- | ------- | ------- | ------ | ------ | ------ |
| 2019-2020 | Missouri | 30     | 26     | 18,1   | 40,1  | 25,3   | 74,4 | 3,73    | 0,53    | 0,97   | 0,37   | 5,80   |
| 2020-2021 | Missouri | 26     | 26     | 21,3   | 47,1  | 25,0   | 54,4 | 6,33    | 0,85    | 0,58   | 0,38   | 8,04   |
| 2021-2022 | Missouri | 33     | 33     | 30,0   | 48,1  | 20,6   | 79,5 | 7,61    | 2,45    | 1,21   | 0,85   | 12,52  |
| 2022-2023 | Missouri | 34     | 33     | 29,5   | 55,3  | 45,5   | 79,2 | 6,35    | 2,53    | 1,47   | 0,44   | 15,82  |
| Carrière  | Carrière | 123    | 118    | 25,1   | 49,2  | 31,3   | 74,7 | 6,02    | 1,67    | 1,09   | 0,52   | 10,85  |

### NBA
Les statistiques de Kobe Brown en saison régulière de NBA sont les suivantes :
| Saison    | Équipe                  | Matchs | Titul. | Min./m | % Tir | % 3pts | % LF | Rbds/m. | Pass/m. | Int/m. | Ctr/m. | Pts/m. |
| --------- | ----------------------- | ------ | ------ | ------ | ----- | ------ | ---- | ------- | ------- | ------ | ------ | ------ |
| 2023-2024 | Clippers de Los Angeles | 44     | 0      | 9,0    | 41,1  | 29,2   | 50,0 | 1,36    | 0,59    | 0,27   | 0,09   | 2,00   |
| Carrière  | Carrière                | 44     | 0      | 9,0    | 41,1  | 29,2   | 50,0 | 1,36    | 0,59    | 0,27   | 0,09   | 2,00   |

### G-League
Les statistiques de Kobe Brown en G-League sont les suivantes :
| Saison    | Équipe                | Matchs | Titul. | Min./m | % Tir | % 3pts | % LF | Rbds/m. | Pass/m. | Int/m. | Ctr/m. | Pts/m. |
| --------- | --------------------- | ------ | ------ | ------ | ----- | ------ | ---- | ------- | ------- | ------ | ------ | ------ |
| 2023-2024 | Clippers de San Diego | 22     | 22     | 32,0   | 47,8  | 33,3   | 82,8 | 6,82    | 5,50    | 1,09   | 0,68   | 19,2   |
| Carrière  | Carrière              | 22     | 22     | 32,0   | 47,8  | 33,3   | 82,8 | 6,82    | 5,50    | 1,09   | 0,68   | 19,2   |